# Santiago Tillo
Santiago Tillo là một đô thị thuộc bang Oaxaca, México. Năm 2005, dân số của đô thị này là 472 người.